# Arena League FIDAF 2002
L'Arena League FIDAF 2002 è stata, nel 2002, il campionato italiano di football americano organizzato dalla FIDAF.
Vi parteciparono soltanto 8 squadre del centro-sud Italia, mentre i restanti club (così come i siciliani Sharks Palermo, i romani Marines Ostia e Ducks Roma e gli stessi Corsari Palermo, che saranno vicecampioni di questa competizione) furono iscritti alla Golden League e alla Winter League, campionati organizzati dalla FIAF.
Le squadre del nord-est furono aggregate al campionato transnazionale Alpeadria.

## Squadre partecipanti
| Club                | Città        | Stadio                     | Sponsor ufficiale | Risultato nella stagione 2001 |
| ------------------- | ------------ | -------------------------- | ----------------- | ----------------------------- |
| Achei Crotone       | Crotone      |                            |                   |                               |
| Briganti Napoli     | Napoli       |                            |                   |                               |
| Corsari Palermo     | Palermo      | Velodromo Paolo Borsellino | El Mezcalito      |                               |
| Delfini Taranto     | Taranto      | Stadio Erasmo Iacovone B   |                   |                               |
| Dragons Brindisi    | Brindisi     |                            |                   |                               |
| Elephants Catania   | Catania      | Stadio Santa Maria Goretti |                   |                               |
| N. Gladiatori Roma  | Roma         |                            |                   |                               |
| Vipers Casteldaccia | Casteldaccia |                            |                   |                               |

## Regular Season

### Calendario

#### Week 1
| Crotone 12 ottobre 2002 | Achei Crotone | 0 – 27 (0-14 0-7 0-6 0-0) | Elephants Catania |  |

| Palermo 12 ottobre 2002 | Corsari Palermo | 59 – 38 (8-12 14-0 8-12 29-14) | Vipers Casteldaccia | Velodromo Paolo Borsellino |

| 12 ottobre 2002 | Briganti Napoli | 8 – 0 | N. Gladiatori Roma |  |

| 3 novembre 2002 | Delfini Taranto | 8 – 0 | Dragons Brindisi |  |

#### Week 2
| Catania 19 ottobre 2002 | Elephants Catania | 60 – 7 (20-0 14-0 14-7 12-0) | Corsari Palermo | Stadio Santa Maria Goretti |

| Palermo 20 ottobre 2002 | Vipers Casteldaccia | 26 – 27 (8-6 6-6 0-8 12-7) | Achei Crotone |  |

| 20 ottobre 2002                          | N. Gladiatori Roma | 0 – 6  | Dragons Brindisi |  |
| \| \| \| \| \| \| Marcatori \| ? (TD) \| |                    |        |                  |  |
|                                          |                    |        |                  |  |
|                                          | Marcatori          | ? (TD) |                  |  |

| 2002 | Briganti Napoli | 0 – 8 | Delfini Taranto |  |

#### Week 3
| Crotone 26 ottobre 2002 | Achei Crotone | 40 – 28 (12-6 12-6 16-8 0-8) | Corsari Palermo | Campo Sportivo |

| Taranto 27 ottobre 2002 | Delfini Taranto | 44 – 14 (16-0 0-6 6-8 22-0) | N. Gladiatori Roma | Stadio Erasmo Iacovone B |

| Palermo 27 ottobre 2002 | Vipers Casteldaccia | 6 – 62 (0-14 0-20 0-6 6-22) | Elephants Catania |  |

| 27 ottobre 2002 | Dragons Brindisi | 16 – 40 | Briganti Napoli |  |

#### Week 4
| Catania 12 ottobre 2002 | Elephants Catania | 68 – 12 (16-0 23-0 16-6 13-6) | Achei Crotone |  |

| Brindisi 3 novembre 2002 | Dragons Brindisi | 14 – 20 (0-8 0-6 0-6 14-0) | Delfini Taranto |  |

| 3 novembre 2002 | N. Gladiatori Roma | 0 – 20 | Briganti Napoli |  |

#### Week 5
| 9 novembre 2002 | Achei Crotone | 28 – 0 | Vipers Casteldaccia |  |

| Palermo 9 novembre 2002 | Corsari Palermo | 16 – 64 (6-29 8-15 2-6 0-14) | Elephants Catania | Campo softball Trinakria |

| Taranto 10 novembre 2002 | Delfini Taranto | 26 – 19 (6-0 7-13 7-0 6-6) | Briganti Napoli | Stadio Erasmo Iacovone B |

| 2002 | Dragons Brindisi | 0 – 8 | N. Gladiatori Roma |  |

#### Week 6
| Palermo 16 novembre 2002 | Corsari Palermo | 44 – 18 | Achei Crotone | Velodromo Paolo Borsellino |

| Catania 16 novembre 2002 | Elephants Catania | 68 – 0 (26-0 13-0 7-0 22-0) | Vipers Casteldaccia |  |

| 16 novembre 2002 | Briganti Napoli | 38 – 6 | Dragons Brindisi |  |

| 16 novembre 2002 | N. Gladiatori Roma | 6 – 20 | Delfini Taranto |  |

#### Week 7
| Santa Flavia 23 novembre 2002 | Vipers Casteldaccia | 14 – 22 (8-8 0-6 0-0 6-8) | Corsari Palermo | Campo Porticello |

### Classifiche
La classifica della regular season è la seguente:
- PCT = percentuale di vittorie, G = partite giocate, V = partite vinte, N = partite pareggiate, P = partite perse, PF = punti fatti, PS = punti subiti
- La qualificazione ai playoff è indicata in verde

#### Central Conference
| Pos. | Squadra            | %V    | G | V | N | P | PF  | PS  |
| ---- | ------------------ | ----- | - | - | - | - | --- | --- |
| 1    | Delfini Taranto    | 1.000 | 6 | 6 | 0 | 0 | 126 | 52  |
| 2    | Briganti Napoli    | .667  | 6 | 4 | 0 | 2 | 125 | 56  |
| 3    | Dragons Brindisi   | .333  | 6 | 2 | 0 | 4 | 50  | 100 |
| 4    | N. Gladiatori Roma | .000  | 6 | 0 | 0 | 6 | 19  | 107 |

#### Southern Conference
| Pos. | Squadra             | %V    | G | V | N | P | PF  | PS  |
| ---- | ------------------- | ----- | - | - | - | - | --- | --- |
| 1    | Elephants Catania   | 1.000 | 6 | 6 | 0 | 0 | 349 | 40  |
| 2    | Corsari Palermo     | .500  | 6 | 3 | 0 | 3 | 170 | 234 |
| 3    | Achei Crotone       | .500  | 6 | 3 | 0 | 3 | 125 | 193 |
| 4    | Vipers Casteldaccia | .000  | 6 | 0 | 0 | 6 | 84  | 260 |

## Playoff
|  | Semifinali | Semifinali        | Semifinali |                   |    | I Arena Bowl    | I Arena Bowl | I Arena Bowl |  |
|  |            |                   |            |                   |    |                 |              |              |  |
|  | 1C         | Delfini Taranto   | 26         |                   |    |                 |              |              |  |
|  | 1C         | Delfini Taranto   | 26         |                   |    |                 |              |              |  |
|  | 2S         | Corsari Palermo   | 32         |                   |    |                 |              |              |  |
|  | 2S         | Corsari Palermo   | 32         |                   | 2S | Corsari Palermo | 8            |              |  |
|  |            |                   |            |                   | 2S | Corsari Palermo | 8            |              |  |
|  |            |                   | 1S         | Elephants Catania | 34 |                 |              |              |  |
|  | 1S         | Elephants Catania | 1S         | Elephants Catania | 34 | 40              |              |              |  |
|  | 1S         | Elephants Catania |            |                   |    |                 |              |              |  |
|  | 2C         | Briganti Napoli   | 14         |                   |    |                 |              |              |  |

| Taranto 30 novembre 2002 | Delfini Taranto | 26 – 32 | Corsari Palermo | Stadio Erasmo Iacovone B |

| Catania 1º dicembre 2002 | Elephants Catania | 40 – 14 (14-0 20-0 0-7 6-7) | Briganti Napoli | Stadio Santa Maria Goretti |

### I Arena Bowl
Il I Arena Bowl si è disputato il 14 dicembre 2002 a Palermo, ed ha visto gli Elephants Catania superare i Corsari Palermo per 34 a 8.
- Elephants Catania campioni d'Italia FIDAF 2002.

| Palermo 14 dicembre 2002 | Corsari Palermo | 8 – 34 (0-7 0-21 8-6 0-0) | Elephants Catania | Velodromo Paolo Borsellino |